# Lionel Richie
Lionel Brockman Richie Jr. (født 20. juni 1949) er en amerikansk sanger, sangskriver, pladeproducer og tv-personlighed. Han blev berømt i 1970’erne som sangskriver og med-forsanger i Motown-gruppen Commodores; hvor han skrev og indspillede hitsinglerne "Easy", "Sail On", "Three Times a Lady" og "Still" med gruppen, inden han forlod den. I 1980 skrev og producerede han den amerikanske Billboard Hot 100-nummer ét-single "Lady" for Kenny Rogers.
I 1981 skrev og producerede Richie singlen "Endless Love", som han indspillede som duet med Diana Ross; den forbliver blandt de 20 bedst sælgende singler nogensinde og er den største karrierehit for begge kunstnere. I 1982 lancerede han officielt sin solokarriere med albummet Lionel Richie, som solgte over fire millioner eksemplarer og affødte singlerne "You Are", "My Love" og nummer ét-singlen "Truly".
Richies andet album, Can't Slow Down (1983), nåede nummer ét på den amerikanske Billboard 200-liste og solgte over 20 millioner eksemplarer på verdensplan, hvilket gjorde det til et af de bedst sælgende albums nogensinde; og affødte nummer ét-singlerne "All Night Long (All Night)" og "Hello". Han var medforfatter til velgørenhedssingle "We Are the World" sammen med Michael Jackson fra 1985, som solgte over 20 millioner eksemplarer. Hans tredje album, Dancing on the Ceiling (1986), indeholdt nummer ét-singlen "Say You, Say Me" (fra filmen White Nights) og titelnummeret der nåede andenpladsen på hitlisten. Fra 1986 til 1996 tog Richie en pause fra indspilning; han har siden da udgivet syv studiealbums. Han tiltrådte som dommer i sangkonkurrencen American Idol fra og med sæson 16 (2018 til nu).
I løbet af sin solokarriere blev Richie en af de mest succesfulde balladesangere i 1980’erne og har solgt over 100 millioner plader på verdensplan, hvilket gør ham til en af verdens bedst sælgende kunstnere nogensinde. Han har vundet fire Grammy Awards, herunder Årets Sang for "We Are the World" og Årets Album for Can't Slow Down. "Endless Love" blev nomineret til en Oscar; mens "Say You, Say Me" vandt både en Oscar og en Golden Globe for Bedste Originale Sang.  I 2016 modtog Richie Songwriters Hall of Fames højeste hæder, Johnny Mercer-prisen. I 2022 modtog han Gershwin-prisen for Populær Sang fra Library of Congress; samt American Music Awards Icon Award. Han blev også optaget i Black Music & Entertainment Walk of Fame og Rock and Roll Hall of Fame i 2022.
Han har adoptivdatteren Nicole Richie, der er kendt fra reality-tv-programmet The Simple Life (2003–2007).

## Turnéer
- Running With the Night Tour (1984)
- The Outrageous Tour (1986–1987)
- In Concert (1998–2001)
- The One World Tour (2004)
- Coming Home Tour (2007)
- Just Go Tour (2009)
- Tuskegee Tour (2012)
- All the Hits, All Night Long (2013–2016)[11]
- All the Hits Tour (med Mariah Carey) (2017)
- Hello! Hits Tour (2019)
- Sing a Song All Night Long Tour (med Earth, Wind & Fire) (2023–2024)
- Say Hello To The Hits Tour (2024–2025)

## Diskografi

### Soloalbums
- Lionel Richie (1982)
- Can't Slow Down (1983)
- Dancing on the Ceiling (1986)
- Louder Than Words (1996)
- Time (1998)
- Renaissance (2000)
- Just for You (2004)
- Coming Home (2006)
- Just Go (2009)
- Tuskegee (2012)

### Med Commodores
- Machine Gun  (1974)
- Caught in the Act (1975)
- Movin' On (1975)
- Hot on the Tracks (1976)
- Commodores (1977)
- Natural High  (1978)
- Midnight Magic (1979)
- Heroes (1980)
- In the Pocket (1981)

## Filmografi

### Tv
| År           | Titel                              | Rolle             | Noter                                  |
| ------------ | ---------------------------------- | ----------------- | -------------------------------------- |
| 2007         | The Simpsons                       | Sig selv (stemme) | Episode "He Loves to Fly and He D'ohs" |
| 2011         | Who Do You Think You Are?          | Sig selv          | Episode: "Lionel Richie"               |
| 2012         | Sport Relief 2012                  | Barmand           | Sketch: "Mo Farah and Misery Bear"     |
| 2014         | Oprah's Master Class               | Sig selv          | Episode: "Lionel Richie"               |
| 2018–present | American Idol                      | Sig selv          | Dommer, sæson 16-nu                    |
| 2019         | American Housewife                 | Sig selv          | Episode: "American Idol"               |
| 2020         | Jeopardy! The Greatest of All Time | Sig selv          | Episode: "Match 1"                     |
| 2020         | The Rookie                         | Sig selv          | Episode: "The Overnight"               |
| 2022         | Jeopardy!                          | Sig selv          | Deltager, én episode                   |

### Film
| År   | Titel                     | Rolle                | Noter                         |
| ---- | ------------------------- | -------------------- | ----------------------------- |
| 1977 | Scott Joplin              | The Minstrel Singers | Krediteret som The Commodores |
| 1978 | Thank God It's Friday     | Himself              | medThe Commodores             |
| 1991 | Madonna: Truth or Dare    | Sig selv             | Dokumentar                    |
| 1996 | The Preacher's Wife       | Britsloe             |                               |
| 1998 | Pariah                    | Lavender Mob         |                               |
| 2019 | The Black Godfather       | Sig selv             | Dokumentar                    |
| 2022 | Studio 666                | Sig selv             |                               |
| 2024 | The Greatest Night in Pop | Sig selv             | Dokumentar                    |